# Clement Sava
Clement Sava (n. 19 octombrie 1976) este un senator român, ales în 2024 din partea SOS. 
Pe 30 iunie 2025, Diana Șoșoacă a anunțat excluderea lui Petrea din partid, alături de Nadia-Cosmina Cerva și Dorin-Silviu Petrea.